# Bahnhof Halle-Trotha
Der Bahnhof Halle-Trotha liegt im Norden der Stadt Halle (Saale) im Ortsteil Trotha. Bis 2015 war er betrieblich in zwei Betriebsstellen geteilt, den Bahnhof Halle-Trotha und den Haltepunkt Halle-Trotha S-Bahn der S-Bahn Mitteldeutschland.

## Geschichte

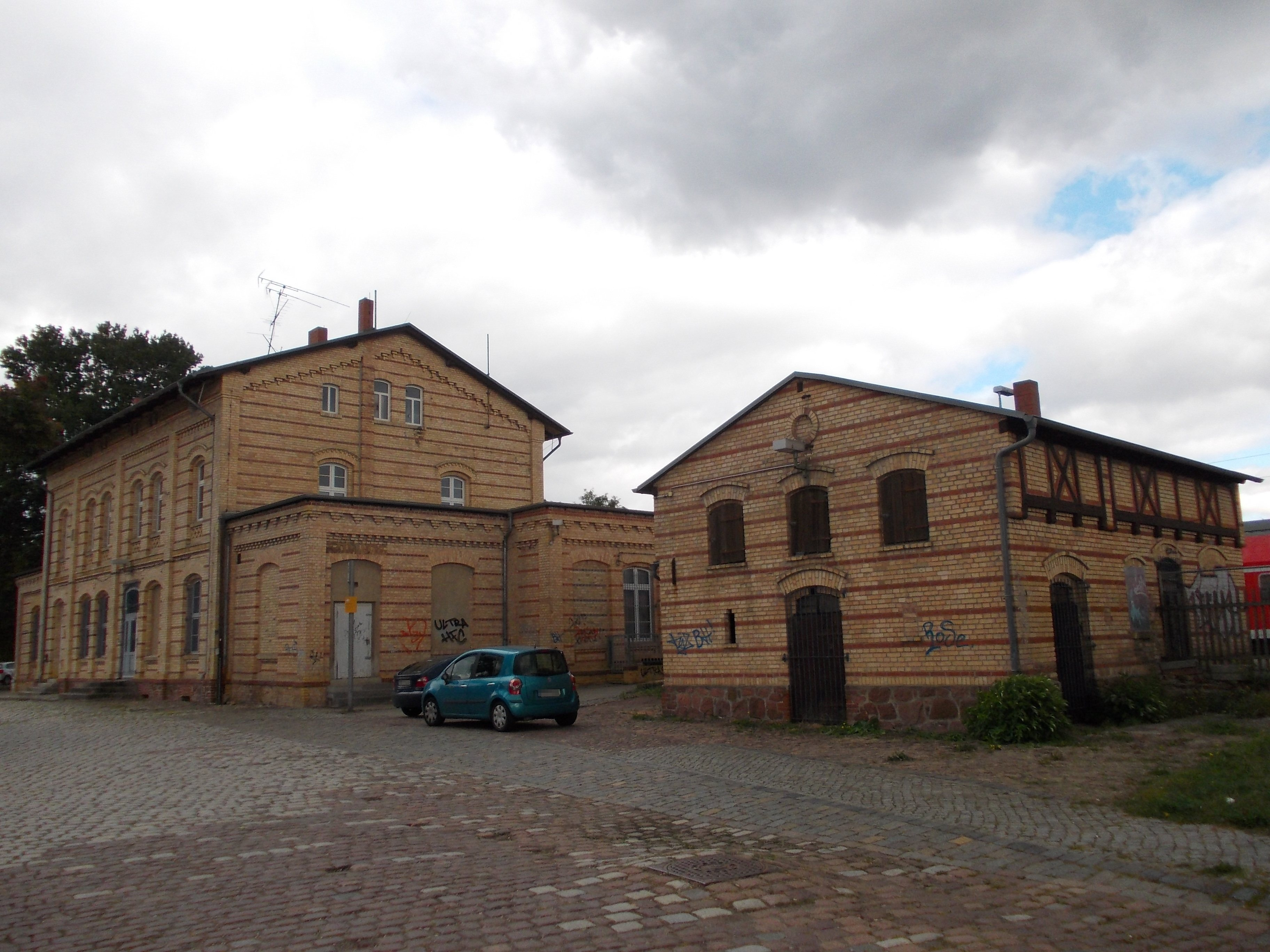
Ensemble der Bahnhofsgebäude (2012)

Der Bahnhof liegt an der Bahnstrecke Halle–Vienenburg und wurde am 1. Oktober 1872 eröffnet. Er befindet sich in der Hans-Dittmar-Straße 4. Das Empfangsgebäude ist ein Kulturdenkmal (Erfassungsnummer 094 96854). Seit 1969 war Halle-Trotha Endstation der seinerzeit neu eröffneten S-Bahn Halle, die heute Teil der S-Bahn Mitteldeutschland ist. Heute wird der Bahnhof von Zügen der DB Regio und von abellio bedient.
Als Vorbereitung für den Umbau des Eisenbahnknotens Halle wurde im Sommer 2015 eine neue Weichenverbindung zwischen den beiden bisher getrennten Bahnhofsteilen von Halle-Trotha eingebaut. Dadurch werden direkte Zugfahrten von der Bahnstrecke Halle–Vienenburg auf die parallele eingleisige S-Bahnstrecke ermöglicht.
Am Bahnhof zweigt die Hafenbahn Halle-Trotha zum ebenfalls denkmalgeschützten Binnenhafen Halle (Saale) ab, die dem Güterverkehr dient.

## Anlagen
Der Bahnhof hat heute zwei Bahnsteiggleise. Das Stumpfgleis mit Bahnsteig 1 der S-Bahn endet vor dem Empfangsgebäude, weiter nördlich liegt Bahnsteig 2 an dem durchgehenden Streckengleis. Außerdem gibt es ein Überholgleis, und nördlich der Bahnsteige die Übergabegleise zur Hafenbahn. Die Hafenbahn verläuft westlich des Empfangsgebäudes zum Hafen Halle (Saale). Beide Bahnsteige sind niveau- und barrierefrei zu erreichen.

## Verkehrsanbindung

### Regional- und S-Bahn-Verkehr
| Linie                    | Linienverlauf | Takt (min)                                  | EVU             |
| ------------------------ | --- | ------------------------------------------- | --------------- |
| S 47                     | Halle-Trotha – Halle Zoo – Halle                                                                                               | 060                                         | DB Regio Südost |
| RE 4                     | Halle – Halle-Trotha – Könnern – Halberstadt – Wernigerode – Vienenburg – Goslar                                               | einzelne Züge                               | Start           |
| RE 24                    | Halle – Halle-Trotha – Könnern – Aschersleben – Gatersleben – Halberstadt                                                      | einzelne Züge                               | Start           |
| RB 47                    | Halle – Halle Zoo – Halle-Trotha – Könnern – Baalberge – Bernburg – Calbe Ost – Magdeburg (Sa–So nur Halle–Calbe alle 120 min) | 060 (Halle–Könnern) 120 (Könnern–Magdeburg) | Start           |
| Stand: 15. Dezember 2024 | |                                             |                 |

### Busverkehr
Der Bahnhof Halle-Trotha wird von der Buslinie 25 der Halleschen Verkehrs-AG (SWH.HAVAG) angefahren.